# Saqueo de Bosra
El Saqueo de Bostra ocurrió alrededor de la primavera del año 270 d. C. cuando la reina Zenobia de Palmira envió a su general, Zabdas, a Bostra, la capital de Arabia Petraea, para someter a los Tanúquidas que desafiaban la autoridad palmirena.
El saqueo marcó el inicio de las operaciones militares de Zenobia para consolidar la autoridad palmirena sobre el este romano. Durante el saqueo, el gobernador de Arabia Petraea en ese momento, un tal Trassus, intentó enfrentarse a los palmyrenes pero fue derrotado y asesinado, mientras que la ciudad fue saqueada y el venerado santuario de la Legio III Cirenaica, el templo de Zeus Hammon, fue destruido.
El saqueo de la ciudad fue seguido poco después por el sometimiento de Arabia y Judea, y más tarde por una invasión total de Egipto, y es el primero de la cadena de acontecimientos que terminaron en una rebelión abierta contra el Imperio Romano y la declaración de un Imperio de Palmira independiente.

## Antecedentes
En 269, mientras los romanos estaban ocupados con la defensa del imperio contra las invasiones germánicas, Zenobia estaba consolidando su poder; los funcionarios romanos en Oriente estaban atrapados entre la lealtad al emperador y las crecientes demandas de lealtad de Zenobia.
Se desconoce cuándo o por qué Zenobia recurrió al uso de la fuerza militar para reforzar su dominio, se ha sugerido que los funcionarios romanos se negaron a reconocer la autoridad palmirena, y las expediciones de Zenobia tenían como objetivo mantener el dominio palmireno sobre el este.
Otro factor puede haber sido la debilidad de la autoridad central romana sobre sus provincias orientales y su correspondiente incapacidad para protegerlas, lo que perjudicó al comercio palmirio y probablemente convenció a Zenobia de que la única forma de mantener la estabilidad en Oriente era controlar la región directamente. Unido al conflicto del interés económico de Palmira; ya que Bostra y Egipto recibían el comercio que de otra manera habría pasado por Palmira.
Independientemente de ello, el desafío de los tanujíes y de la clase mercantil de Alejandría contra la dominación palmirena desencadenó una respuesta militar de Zenobia.

## Ataque
El ataque parecía estar programado intencionadamente, ya que Zenobia ordenó a Zabdas que trasladara el ejército palmireno al sur, a Bostra, mientras los romanos estaban preocupados por sus batallas contra los godos en las montañas de Tracia.
El gobernador romano de Arabia, un tal Trassus, que en ese momento comandaba la Legio III Cirenaica, se enfrentó al ejército palmireno que se acercaba, pero fue derrotado y muerto. Como resultado, la ciudad de Bostra abrió sus puertas, y el ejército palmirio capturó y saqueó la ciudad, y destruyó el templo de Zeus Hammon, el venerado santuario de la legión.

## Consecuencias
Tras la victoria, Zabdas marchó a través del Valle del Jordán y aparentemente encontró poca oposición. Petra, al sur de Bostra, también fue atacada, y el ejército palmireno había penetrado ya en la región. Arabia y Judaea, así como Siria, estaban ahora sometidas bajo el control palmireno.
Una inscripción latina posterior a la caída de Zenobia atestigua el saqueo de la ciudad mencionando a los "enemigos palmirenos" y la destrucción del templo:

El templo de Iuppiter Hammon, destruido por los enemigos palmirenos, que ... reconstruido, con una estatua de plata y puertas de hierro (?)".